# Christina Stürmer

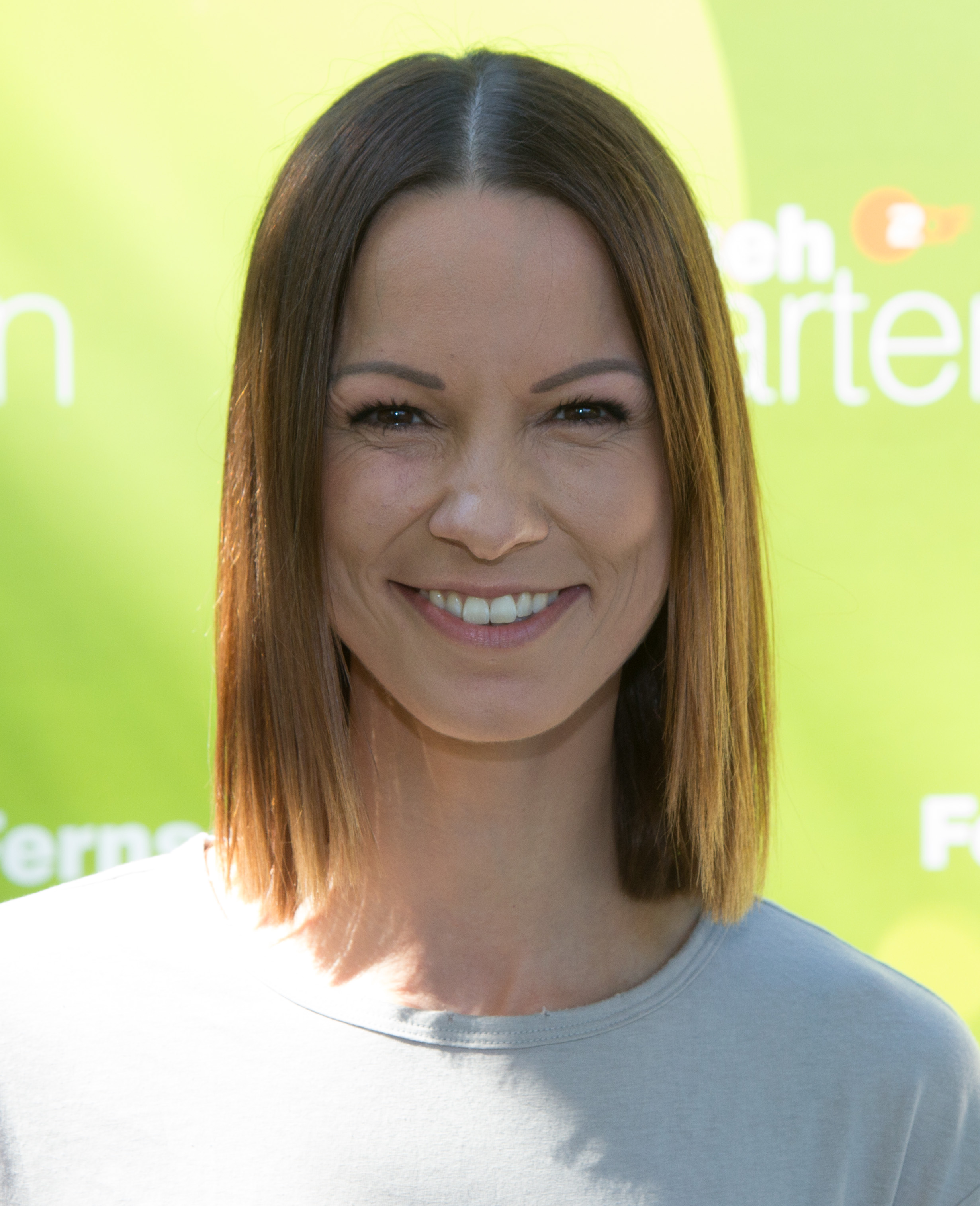
Christina Stürmer, 2018

Christina Stürmer (ur. 9 czerwca 1982 w Altenberg, k. Linzu, Górna Austria) – austriacka piosenkarka.

## Kariera
Od 1998 roku śpiewała w założonym przez siebie zespole rockowym. W 2003 roku zajęła drugie miejsce w austriackiej wersji „Idola” – Starmania. Zaraz potem wydała pierwszy singel – „Ich lebe”, który przez 9 tygodni był na pierwszym miejscu austriackiej listy przebojów. Kolejne piosenki: „Geh nicht wenn du kommst” i „Mama (Ana Ahabak)” również znalazły się na szczycie tych notowań.
Pierwszy album „Freier Fall” wydała tylko w Austrii. Tam też wyruszyła w pierwszą trasę koncertową, która została bardzo dobrze przyjęta. Kolejny album – „Soll das wirklich alles sein” pobił sukces poprzednika. Finałem trasy koncertowej „Wirklich alles!”, w którą Christina wyruszyła po wydaniu tej płyty, był koncert w Wiener Stadthalle, na który sprzedano 11 000 biletów i który wydano później na DVD.
W roku 2004 Christina Stürmer singlem „Vorbei” zadebiutowała – nie do końca udanie – w Niemczech. Dopiero w 2005 roku, z nową wersją „Ich lebe” udało jej się dotrzeć do czołówki niemieckiej listy.
Nowy album „Schwarz Weiss”, który tym razem ukazał się także w Niemczech i Szwajcarii, zawierał głównie nowe aranżacje piosenek z płyt poprzednich. Podczas trwającej 2 miesiące trasy Christina Stürmer z zespołem zagrali niemal 40 koncertów, we wszystkich niemieckojęzycznych krajach.
W kwietniu 2006 roku w Austrii pojawił się singel „Nie genug”, który błyskawicznie dotarł na szczyt listy przebojów i stał się tematem w kampanii reklamowej marki lodów Eskimo (w Polsce pod nazwą Algida). Ta sama piosenka pojawia się także w czołówce niemieckiego serialu produkcji RTL „To, co najważniejsze” (Alles was zählt).
We wrześniu 2006 roku ukazała się płyta „Lebe lauter”, która tak w Niemczech, jak i w Austrii zadebiutowała od razu na pierwszym miejscu notowań najlepiej sprzedających się albumów. Na luty 2007 roku zapowiadana jest trasa koncertowa.
Obecnie Christina Stürmer jest najbardziej znaną piosenkarką austriacką, wpisującą się w nurt tzw. Deutschrock, czyli artystów śpiewających po niemiecku (jest wśród nich w zasadzie jedyną przedstawicielką kraju innego niż Niemcy).
Dzięki popularności niemieckich stacji muzycznych, w których można ją zobaczyć, jest także znana w Polsce, choć oficjalnie nie wydała tu żadnej płyty.

## Zespół
Christina Stürmer und Band (jak brzmi pełna nazwa zespołu) ma skład międzynarodowy. Oprócz Christiny, tworzą go:
- Gwenael Gwen Damman (z Francji, gitara basowa)
- Hartmut Hardy Kamm (z Niemiec, gitara i instrumenty klawiszowe)
- Klaus Pérez-Salado (z Hiszpanii, perkusja)
- Oliver Varga (z Austrii, gitara).

## Dyskografia

### Single
- Ich lebe
- Geh nicht wenn du kommst
- Mama (Ana Ahabak)
- Vorbei
- Bus durch London
- Weißt du wohin wir gehen
- Liebt sie dich so wie ich?
- Ich lebe (2005)
- Engel fliegen einsam
- Mama (Ana Ahabak) (2005)
- Immer an euch geglaubt
- Nie genug
- Um bei dir zu sein/Am Sommertagen
- Ohne dich
- Scherbenmeer
- Augenblick am Tag
- Um bei dir zu sein (2007)
- Mitten unterm Jahr (unplugged)
- Träume leben ewig (unplugged)
- Fieber
- Ist Mir Egal
- Mehr als perfekt
- Wir leben den Moment
- Wenn die Welt untergeht

| Rok  | Tytuł                             | AUSTRIA | NIEMCY | SZWAJCARIA |
| ---- | --------------------------------- | ------- | ------ | ---------- |
| 2003 | Ich lebe                          | 1       | –      | –          |
| 2003 | Geh nicht, wenn du kommst         | 5       | –      | –          |
| 2003 | Alles und mehr                    | 2       | –      | –          |
| 2003 | Mama (Ana Ahabak)                 | 1       | –      | –          |
| 2004 | Vorbei                            | 1       | 83     | –          |
| 2004 | Bus durch London                  | 5       | –      | –          |
| 2004 | Weißt du wohin wir gehen          | 8       | –      | –          |
| 2005 | Liebt sie dich so wie ich?        | 7       | –      | –          |
| 2005 | Ich lebe (2005)                   | 26      | 4      | 21         |
| 2005 | Engel fliegen einsam              | 10      | 16     | –          |
| 2005 | Mama (Ana Ahabak) (2005)          | –       | 11     | 33         |
| 2006 | Immer an euch geglaubt            | –       | 46     | –          |
| 2006 | Nie Genug                         | 1       | 15     | 35         |
| 2006 | Um bei dir zu sein/An Sommertagen | 1       | –      | –          |
| 2006 | Ohne Dich                         | 8       | 33     | 47         |
| 2007 | Scherbenmeer                      | 6       | 16     | 63         |
| 2007 | Augenblick am Tag                 | 29      | –      | –          |
| 2007 | Um bei dir zu sein                | –       | 39     | –          |
| 2007 | Mitten unterm Jahr                | 4       | –      | –          |
| 2008 | Träume leben ewig                 | 10      | 40     | –          |
| 2008 | Fieber                            | 6       | 11     | 92         |
| 2009 | Ist mir egal                      | 8       | 28     | –          |
| 2009 | Mehr als perfekt                  | 23      | 99     | –          |
| 2010 | Wir leben den Moment              | 10      | 30     | 52         |
| 2010 | Wenn die Welt untergeht           | 73      | –      | –          |

### Albumy
- Freier Fall
- Soll das wirklich alles sein
- Wirklich alles!
- Schwarz Weiss
- Lebe Lauter
- Lebe Lauter live
- laut-Los
- In dieser Stadt
- Nahaufnahme

| Rok  | Tytuł                        | AUSTRIA | NIEMCY | SZWAJCARIA |
| ---- | ---------------------------- | ------- | ------ | ---------- |
| 2003 | Freier Fall                  | 1       | –      | –          |
| 2004 | Soll das wirklich alles sein | 1       | –      | –          |
| 2005 | Wirklich alles!              | 3       | –      | –          |
| 2005 | Schwarz Weiss                | –       | 3      | 12         |
| 2006 | Lebe Lauter                  | 1       | 1      | 6          |
| 2007 | Lebe Lauter Live             | 2       | 36     | –          |
| 2008 | laut-Los                     | 1       | 9      | 13         |
| 2009 | In dieser Stadt              | 1       | 6      | 8          |
| 2010 | Nahaufnahme                  | 2       | 7      | 12         |

## Nagrody i wyróżnienia
- rok 2003
  - Austria – złoto za singel Ich lebe
- rok 2004
  - Austria
    - nagrody Amadeus w kategorii Najlepsza Artystka Pop/Rock National i Nejlepszy Debiut National
    - trzykrotna platynowa płyta za album Freier Fall
    - dwukrotna platynowa płyta za album Soll das wirlich alles sein
    - złoto za singel Mama (Ana Ahabak)
- rok 2005
  -     - Austria – nagrody Amadeus w kategorii Najlepsza Artystka Pop/Rock National i Najlepszy Singel National
    - Niemcy – platynowa płyta za album Schwarz Weiss (do 2006 status podwójnej platyny)
- rok 2006
  - Nagroda DIVA New Talent of the Year
  - Austria
    - nagrody Amadeus w kategorii Najlepsza Artystka Pop/Rock National i Najlepszy Singel National
    - złoto za singel Nie genug
    - platyna za DVD Wirklich alles!
    - trzykrotna platyna za album Soll das wirklich alles sein
    - platyna za album Lebe lauter

  - Niemcy
    - Nagroda Echo w kategorii Najlepsza Artystka Pop/Rock National
    - złoto za singel Ich lebe (2005)
    - podwójna platyna za album Schwarz/Weiss

  - Szwajcaria
    - złota płyta za album Schwarz/Weiss